# Мезоглеја
Мезоглеја (мезенхим) је желатинозан, аморфан (без структуре) слој у коме се налазе разбацане појединачне амебоидне ћелије. Налази се између ектодерма и ендодерма код двослојних животиња:
- сунђера и
- жарњака.

Мезоглеја је код оба ова типа животиња у различитом степену развијена. Тако аскон тип сунђера има најслабије развијену мезоглеју, док је код сикон типа она много боље развијена, а код леукон типа је најснажније разрасла. Усложњавање грађе сунђера се састоји, углавном, у томе што мезоглеја разраста и задебљава тако да се читав ендодермис премешта у њу. У мезоглеји сикон типа образују се канали сахоаноцитама, а код леукон типа мале, округласте коморе у којима су смештене хоаноците.
Код жарњака мезоглеја може бити:
- у облику нећелијске мембране, базалне ламине или
- задебљала ацелуларна (нећелијска) маса са амебоидним ћелијама.